# Beautiful Noise
| 전문가 평가              | 전문가 평가 |
| 평가 점수                | 평가 점수   |
| 출처                     | 점수        |
| ------------------------ | ----------- |
| AllMusic                 | [ 2 ]       |
| Christgau's Record Guide | C+          |

《Beautiful Noise》는 1976년 6월 11일에 발매된 미국의 싱어송라이터 닐 다이아몬드의 열 번째 스튜디오 음반이다. 다이아몬드는 컬럼비아 레코드와 함께 세 번째 음반으로, 더 밴드와의 작업으로 유명한 로비 로버트슨이 프로듀싱을 맡았다. 더 밴드의 가스 허드슨도 음반의 여러 곡에 오르간을 기여했다. 다이아몬드는 더 밴드와 함께 고별 공연 《라스트 왈츠》에서 음반 트랙 〈Dry Your Eyes〉를 공연했으며, 이 곡은 마틴 스코세이지 감독이 촬영하여 1978년 같은 제목의 다큐멘터리로 제작되었다.

## 배경
《Beautiful Noise》는 다이아몬드의 프로덕션, 스타일, 편곡 및 구성 다양성에서 급진적인 변화를 가져왔다. 발매 당시 이 음반은 아티스트를 위한 "컴백" 음반으로 평가받았으며, 그의 녹음 및 투어 경력에서 새롭고 매우 생산적인 단계를 맞이했다.
이 음반은 세 개의 싱글 〈If You Know What I Mean〉, 〈Don't Think... Feel〉, 그리고 타이틀곡 〈Beautiful Noise〉를 프로듀싱했다. 〈If You Know What I Mean〉은 《빌보드》 이지 리스닝 차트에서 1위를 차지했으며, 빌보드 핫 100에서 11위에 올랐다. 〈Don't Think... Feel〉은 미국 차트에서 43위에 올랐고, 〈Beautiful Noise〉는 영국 싱글 차트에서 13위 , 남아프리카 공화국에서 7위, 서독에서 6위에 올랐다. 또한 스위스에서는 6위, 오스트리아에서는 8위, 네덜란드에서는 3위, 벨기에에서는 6위에 올랐다.
《캐시박스》는 타이틀곡에 대해 "다이아몬드가 자신의 잘 알려진 보컬 스타일에 회전하는 캐러셀 오르간이 포함되면서 오케스트라가 곡의 시작을 알린다"고 말했다. 《레코드 월드》는 "아코디언이 트랙에 독특하고 분위기 있는 사운드를 제공한다"고 말했다.

## 곡 목록
모든 곡들은 특별한 언급이 없는 한 닐 다이아몬드에 의해 작사/작곡하였다.
| #  | 제목                        | 재생 시간 |
| -- | --------------------------- | --------- |
| 1. | 〈Beautiful Noise〉         | 3:24      |
| 2. | 〈Stargazer〉               | 2:41      |
| 3. | 〈Lady-Oh〉                 | 2:35      |
| 4. | 〈Don't Think... Feel〉     | 3:26      |
| 5. | 〈Surviving the Life〉      | 3:42      |
| 6. | 〈If You Know What I Mean〉 | 3:30      |

| #  | 제목                        | 작사·작곡                 | 재생 시간 |
| -- | --------------------------- | ------------------------- | --------- |
| 1. | 〈Street Life〉             |                           | 3:00      |
| 2. | 〈Home Is a Wounded Heart〉 |                           | 2:40      |
| 3. | 〈Jungletime〉              |                           | 3:10      |
| 4. | 〈Signs〉                   |                           | 4:17      |
| 5. | 〈Dry Your Eyes〉           | 다이아몬드, 로비 로버트슨 | 3:23      |

## 인증
| 국가                                                  | 인증     | 판매량/출하량 |
| ----------------------------------------------------- | -------- | ------------- |
| 오스트레일리아 (ARIA)                                 | 골드     | 20,000^       |
| 캐나다 (뮤직 캐나다)                                  | 플래티넘 | 100,000^      |
| 독일 (BVMI)                                           | 골드     | 250,000^      |
| 네덜란드 (NVPI)                                       | 골드     | 50,000^       |
| 뉴질랜드 (RMNZ)                                       | 5× 골드  | 37,500^       |
| 남아프리카 공화국 (RISA)                              | 골드     | 25,000*       |
| 영국 (BPI)                                            | 골드     | 100,000^      |
| 미국 (RIAA)                                           | 플래티넘 | 1,000,000^    |
| *판매량을 기반으로 한 인증 ^출하량을 기반으로 한 인증 |          |               |